# Междузвездни войни: Епизод III – Отмъщението на ситите
„Междузвездни войни: Епизод III – Отмъщението на ситите“ (на английски: Revenge of the Sith) е третият епизод по хронологичен ред от поредицата „Междузвездни войни“, но по последователност на излизане е шести и излиза след Клонираните атакуват.

## Сюжет
Внимание:  Текстът по-долу разкрива сюжета на произведението (или части от него)!
| „          | Преди много години в една далечна галактика... Война! Републиката се разпада под атаките на безмилостния ситски лорд граф Дуку. И от двете страни има герои. Злото е навсякъде. Злият предводител на дроидите генерал Гривиъс проявява шокираща дързост, като напада столицата на Републиката и отвлича канцлера Палпатин – лидера на Галактическия сенат. Докато сепаратистката дроидна армия се опитва да напусне обсадената столица с ценния си заложник, двама рицари джедаи поемат на отчаяна мисия да спасят пленения канцлер... | “ |
| Встъпление | |   |

Войната на клонингите бушува с пълна сила. Канцлерът на планетата град Коръсант, седалище на рушащата се Република и дом на рицарите джедаи, Палпатин (Йън Макдайърмид) е взет за заложник от зловещия генерал Гривиъс, предводител на дроидната армия – механизираните войници на сепаратистите. Оби-Уан Кеноби (Юън Макгрегър) и Анакин Скайуокър (Хейдън Кристенсън) предприемат отчаяна спасителна мисия, за да освободят Палпатин и да унищожат Гривиъс. Но тя е само началото на свирепите битки и джедайски двубои, изпълващи най-динамичната от всички серии на „Междузвездни войни“. Оказва се, че Палпатин е ситският лорд Дарт Сидиъс, който стои зад цялата война и планира да унищожи джедаите и да възстанови старата Ситска империя. За целта примамва Анакин с убеждения, че джедаите се страхуват от неговите способности. Анакин преминава към Тъмната страна и заедно с 501-ви легион напада Джедайския храм и избива повечето джедаи и падуани. През това време канцлерът издава заповед 66 (убийте джедаите) на клонингите и те се обръщат срещу генералите си. Всичко се обръща. Единствено учителят Йода, Оби-Уан и още неколцина джедаи успяват да се спасят. Той и Йода се опитват да намерят причината за тази катастрофа в Джедайския храм и са принудени да се сражават с клонингите. След като ги побеждават, в охранителните системи на храма те виждат холограмни кадри как Анакин убива джедаи и падауани. Оби-Уан отива да убие Анакин на огнената планета Мустафар, а Йода да се справи с новия император. След дълги битки Анакин е тежко ранен и след като лорд Сидиъс отива да го спаси, той се превръща в легендарния Дарт Вейдър. Падме Амидала – съпругата на Анакин умира от скръб, но не и преди да роди близнаците Люк и Лея. Нейните последни думи са, че в Анакин е останало още добро. Момченцето отива на Татуин при чичо си и леля си, а момиченцето е отгледано от сенатор Бейл Органа и жена му на планетата Олдерон. Това е краят и началото на една дълга история.

## Място на развитие на сюжета
Сюжетът на „Междузвездни войни“ се развива в измислена спираловидна галактика, населявана от стотици различни видове създания, повечето от които хуманоидни. Важни обитатели на галактиката са и дроидите – високоинтелигентни роботи, които в почти всички случаи са създадени да слугуват на притежателите си. По-голямата част от населените стотици планети и звездни системи са в състава на Галактическа република – демократично федеративно образувание, което впоследствие се изродява в Галактическа империя. Силата е вездесъща форма на енергия, даваща свръхестествени способности на хората, които умеят да я натрупват в себе си. Съществува и нейна тъмна страна, която се поражда от гнева, тъгата и омразата. Тези, които използват Силата за добро, са джедаите, а обърналите се към Тъмната страна са ситите, които използват способностите си в опит да завладеят галактиката.

## Актьорски състав
| Актьор                            | Роля |
| --------------------------------- | --- |
| Хейдън Кристенсен                 | Анакин Скайуокър – майстор джедай, който преминава към Тъмната страна на Силите и става Дарт Вейдър        |
| Юън Макгрегър                     | Оби-Уан Кеноби – майстор джедай и генерал на Галактическата република                                      |
| Натали Портман                    | Падме Амидала – кралица на планетата Набу, съпруга на Анакин Скайуокър                                     |
| Иън Макдайърмид                   | Палпатин – бивш канцлер на Галактическата република, който завзема властта и става император               |
| Франк Оз (гласът на този герой)   | Великият майстор Йода – най-могъщият джедай                                                                |
| Самюъл Джаксън                    | Мейс Уинду – майстор и могъщ джедай                                                                        |
| Антъни Даниълс                    | C-3PO – дипломатически протоколен дроид                                                                    |
| Кени Бейкър                       | R2-D2 – дроид астромеханик                                                                                 |
| Питър Мейхю                       | Чубака – извънземно от планетата Кашуик и бъдещ главен съдружник на Хан Соло                               |
| Джими Смитс                       | Баил Органа – сенатор от планетата Олдерон, бъдещ осиновител на Лея Органа                                 |
| Кристофър Лий                     | Граф Дуку – могъщ сит, бивш майстор джедай и бивш ученик на Йода                                           |
| Матю Ууд (гласът на този герой)   | Генерал Грийвъс – киборг генерал, лидер на сепаратистите, ученик на граф Дуку                              |
| Ахмед Бест (гласът на този герой) | Джар Джар Бинкс – гунган, генерал и сенатор от планетата Набу                                              |
| Оливър Форд Дейвис                | Сио Библ – губернатор на планетата Набу                                                                    |
| Силас Карсън                      | Нуте Гунрай – вицекрал на Търговската федерация Ки-Ади-Мунди – майстор джедай и член на Съвета на джедаите |
| Темуера Морисън                   | Коуди – командир на клонинги на Галактическа република                                                     |
| Джоел Еджъртън                    | Оуен Ларс – доведен брат на Анакин Скайуокър                                                               |
| Бони Пиес                         | Беру Ларс – съпруга на Оуен Ларс                                                                           |
| Уейн Пиграм                       | младият Вилхав Таркин – бъдещ командир на първата Звезда на смъртта и бъдещ военачалник на Империята       |

## Български дублажи
| Озвучаващи артисти  | Йорданка Илова Димитър Иванчев Стефан Сърчаджиев-Съра Силви Стоицов Владимир Колев |
| Преводач            | Ирина Ценкова                                                                      |
| Тонрежисьор         | Цветомир Цветков                                                                   |
| Режисьор на дублажа | Димитър Кръстев                                                                    |

| Роля                               | Изпълнител       |
| ---------------------------------- | ---------------- |
| Анакин Ки-Ани                      | Владимир Зомбори |
| Оби-Уан                            | Явор Караиванов  |
| Падме                              | Ева Данаилова    |
| Мейс Уинду                         | Петър Бонев      |
| Палпатин                           | Любомир Младенов |
| Баил Органа Клонинг Коди Мас Амида | Христо Димитров  |
| Йода                               | Петър Калчев     |
| Трипио Тион Медън                  | Георги Стоянов   |
| Граф Дуку Дарт Вейдър              | Георги Тодоров   |
| Нют Капитан Тайфо Грийвъс          | Николай Пърлев   |

| Обработка              | Александра Аудио (2018) |
| ---------------------- | ----------------------- |
| Режисьор на дублажа    | Петър Върбанов          |
| Преводач               | Христо Христов          |
| Тонрежисьор            | Ангел Топорчев          |
| Изпълнителен продуцент | Васил Новаков           |